# قاعة مشاهير محترفي كرة القدم
قاعة مشاهير محترفي كرة القدم هي قاعة لمشاهير كرة القدم الأمريكية المحترفة، وتقع في كانتون، أوهايو. افتتحت في عام 1963، وهي تضم شخصيات استثنائية في رياضة كرة القدم الاحترافية، بما في ذلك اللاعبين والمدربين وأصحاب الامتياز وموظفي المكاتب الأمامية، وجميعهم قدموا مساهماتهم الأساسية في اللعبة في الدوري الوطني لكرة القدم الأمريكية.

## التاريخ

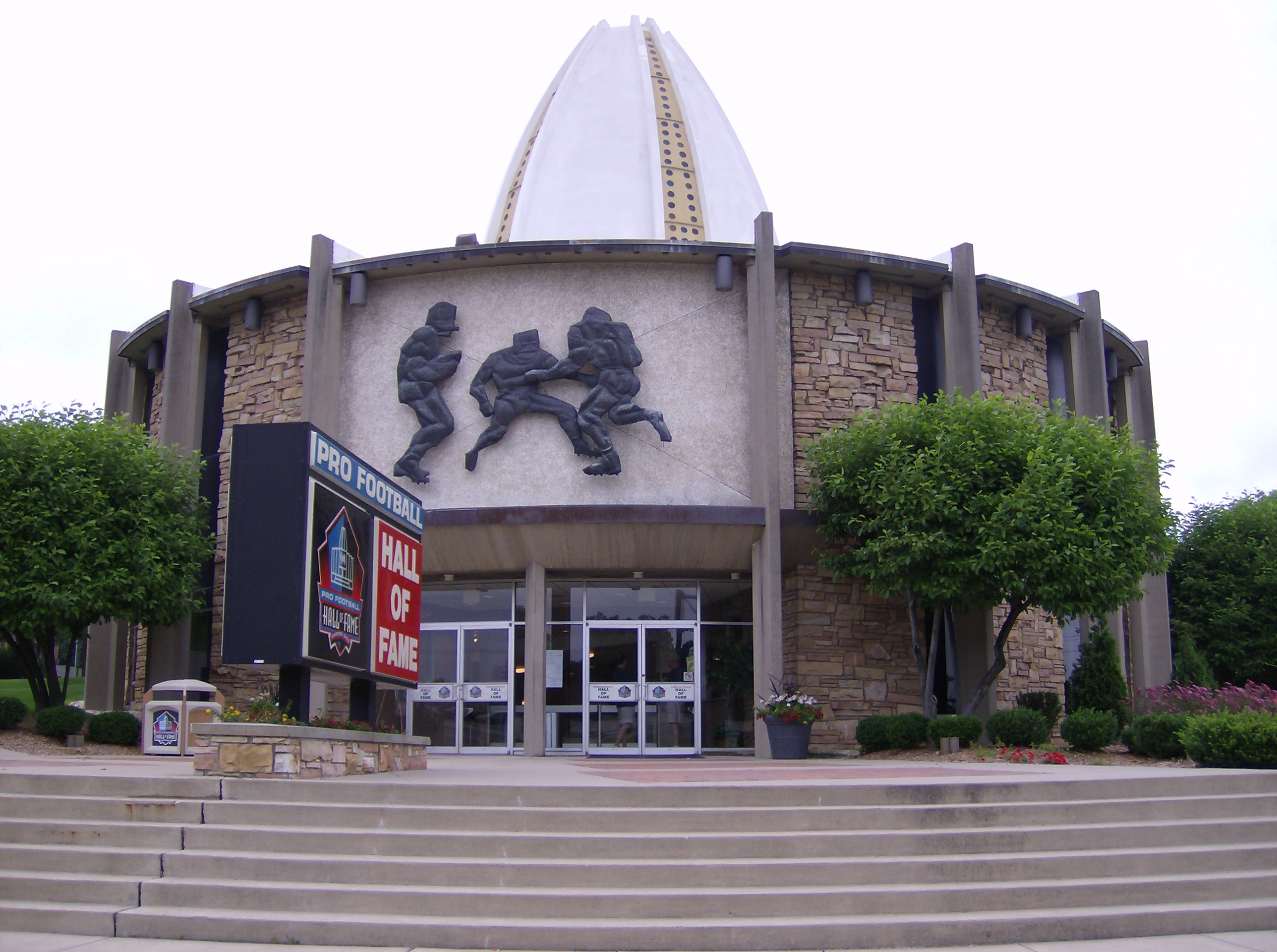
المدخل القديم لقاعة مشاهير كرة القدم الاحترافية في كانتون، أوهايو

نجحت مدينة كانتون بولاية أوهايو بالضغط على اتحاد كرة القدم الأميركي لبناء قاعة المشاهير واستشهدت بثلاثة أسباب. أولاً، تأسس اتحاد كرة القدم الأميركي في كانتون في 17 سبتمبر 1920 (كان يُعرف في ذلك الوقت باسم اتحاد كرة القدم للمحترفين الأمريكي). ثانيًا، كان فريق كانتون بولدوج الذي تم حله لاحقا فريقًا محترفًا ناجحًا لكرة القدم وأول بطل للدوري مرتين (في عامي 1922 و 1923). ثالثًا، بذل مجتمع كانتون جهودًا لجمع الأموال جمع ما يقرب من 400000 دولار لبناء قاعة المشاهير. تم وضع حجر الأساس للمبنى في 11 أغسطس 1962. احتوى المبنى الأصلي على غرفتين فقط، و19,000 قدم مربع (1,800 م2) من المساحة الداخلية.
في أبريل 1970، تم وضع حجر الأساس لأول التوسعات العديدة. تكلف هذا التوسيع الأول 620.000 دولار، واكتمل في مايو 1971. تمت زيادة الحجم إلى 34,000 قدم مربع (3,200 م2) بإضافة غرفة أخرى. افتتح المتجر المحترف بهذا التوسع. كان هذا أيضًا معلمًا مهمًا لقاعة مشاهير كرة القدم المحترفين، حيث تجاوز الحضور السنوي 200 ألف للمرة الأولى. كان هذا في جزء منه على الأقل بسبب الزيادة في شعبية كرة القدم المحترفة بسبب ظهور دوري كرة القدم الأمريكية ونجاحه في آخر مباراتين من بطولة العالم لكرة القدم الأمريكية.

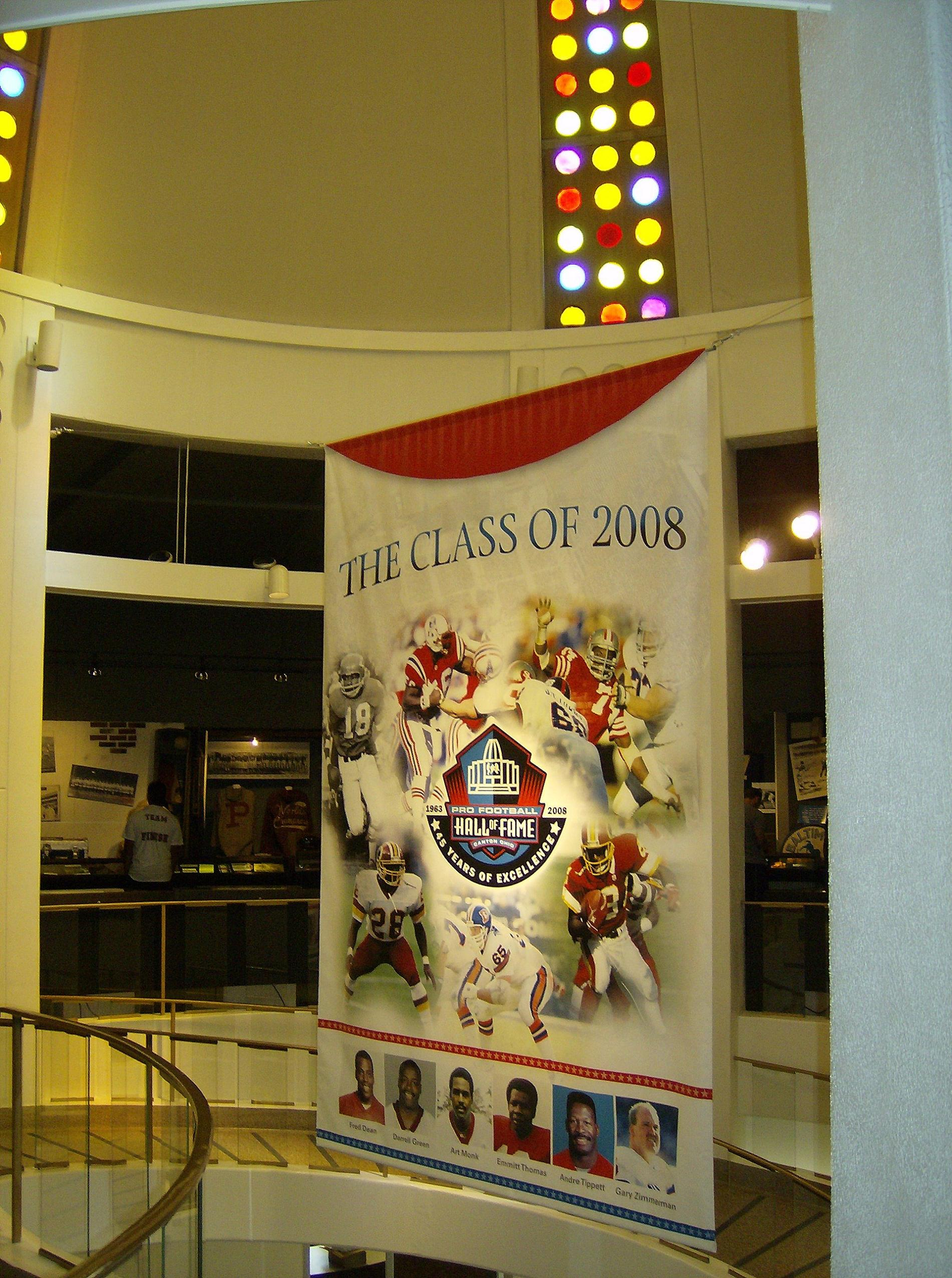
داخل الهيكل الأصلي عام 2008

في نوفمبر 1977، بدأ العمل في مشروع توسعة آخر بتكلفة 1،200،000 دولار أمريكي. تم الانتهاء منه في نوفمبر 1978، لتوسيع متجر الهدايا ومكتبة الأبحاث، مع مضاعفة حجم المسرح. الحجم الإجمالي للقاعة 50,500 قدم مربع (4,690 م2)، أكثر من 2.5 مرة من الحجم الأصلي.
ظل المبنى دون تغيير إلى حد كبير حتى يوليو 1993. ثم أعلنت القاعة عن توسعة أخرى بتكلفة 9،200،000 دولار أمريكي، وإضافة غرفة خامسة. تم الانتهاء من هذا التوسع في أكتوبر 1995. تمت زيادة حجم المبنى إلى 82,307 قدم مربع (7,647 م2). كانت الإضافة الأكثر بروزًا هي ملعب غيم دي، والذي يُظهر إنتاج أفلام الدوري على شاشة سينمائية.
في عام 2013 أكملت القاعة أكبر توسعة وتجديد لها حتى الآن. حاليا، تتكون قاعة المشاهير من 118000 قدم مربع.
استكمل مشروع قرية جونسون كونترولز هول أوف فيم، الذي تقدر تكلفته بنحو 900 مليون دولار، بجوار قاعة مشاهير كرة القدم المحترفين، المرحلة الأولى من البناء؛ الاستعدادات لبدء المرحلة الثانية حاليا جارية.

### المديرون التنفيذيون / رؤساء قاعة المشاهير
- ديك ماكان (4 أبريل 1962 - نوفمبر 1967)
- ديك غالاغر (أبريل 1968-31 ديسمبر 1975)
- بيت إليوت (فبراير 1979-31 أكتوبر 1996)
- جون بانكرت (1 نوفمبر 1996-31 ديسمبر 2005)
- ستيف بيري (24 أبريل 2006 - يناير 2014)
- ديفيد بيكر (6 يناير 2014 - الآن)[7]

## روابط خارجية
- الموقع الرسمي